# 9782 Edo
A 9782 Edo (ideiglenes jelöléssel 1994 WM) a Naprendszer kisbolygóövében található aszteroida. Kobajasi Takao fedezte fel 1994. november 25-én.